# فلسطين في الألعاب الأولمبية صيفية للشباب 2010
البعثة الفلسطينية إلى سنغافورة تمثل دولة فلسطين في الألعاب الأولمبية الصيفية للشباب 2010. 4 رياضيين تم اختارهم للسفر إلى سنغافورة.

## السباحة
| الحدث   | الاسم       | الوقت |
| ------- | ----------- | ----- |
| 50م حرة | سابين حزبون | 29.44 |
| 50م حرة | فؤاد الاطرش | 26.26 |